# الحرس الوطني (تونس)
الحرس الوطني (بالفرنسية: Garde nationale)‏ هو قوة شبه عسكرية تونسية دائمة قوامها 817 29 فرد، وينفرد عن الجيش الوطني التونسي ، حيث يتبع وزارة الداخلية ضمن قوات الأمن الداخلي.

## المهام
الحرس الوطني هو قوة عمومية مدنية مسلحة وهي وقائية وزجرية مكلّفة، في الحدود الترابية الراجعة لها بالنظر، بالمحافظة على النظام العمومي والسهر على أمن الأفراد والممتلكات بصفة عامة وحماية الحدود البرية والبحرية وبالمرور وتأمين الطرقات والطرقات السيارة ومراقبتها وبالأمن العمومي وبمعاينة الجرائم والبحث عن مرتكبيها وإجراء الأبحاث العدلية وفق ما تقتضيه الإجراءات القانونية، والقيام بكل ما تستوجبه هذه المهام من أعمال فنية تدخل في نطاق الاختبارات الجنائية والتحريات الأمنية والمساعدة على تنفيذ الأحكام القضائية والتراتيب الإدارية والاستعلام عن كل ما يتّصل بميادين الحياة السياسية والاقتصادية والاجتماعية والثقافية وبالأمن السياحي وبمراقبة المواد المتفجرة والخطرة وبالتعبئة والتجنيد والتدخل بالدرجة التصاعدية الأولى والثانية بكامل تراب الجمهورية .

وبناء على هذه الصفات وتنوعها، تندرج ضمن مهام عمل الحرس الوطني مراقبة وحماية المناطق الريفية غير الحضرية، إضافة إلى مسؤولياته للدفاع عن حوزة الوطن ضد التهديدات الخارجية وكذلك الداخلية، خلافا للأمن الوطني واللذي تحدد مراجع نظره عادة بالمناطق الحضرية دون غيرها.

## آمرو الحرس
- 1 ماي 1956 - 1 أكتوبر 1960: التيجاني القطاري[4]
- 1960 - 1961: محسن نويرة
- 1961 - 1967 : المحجوب بن علي
- 1967 - 1969: سالم الصباغ
- 1969 - 1972: بوبكر البكري
- 1972 - 1980: محمد الصخيري
- 16 جانفي 1980 - 30 مارس 1980 عبد العزيز شبوح
- 30 مارس 1980 - 10 جانفي 1984 : عامر غديرة
- 10 جانفي 1984 - 7 نوفمبر 1987 : الحبيب عمار
- 1987 - 1988: إبراهيم الغوالي
- 1997-1988 مصطفى بدر الدين
- 12 ماي 1997 - 30 أفريل 2000: الصادق القماطي
- 2000 - 2006: عبد الستار بنور
- جوان 2006 - 2010: عبد الرحمن الإمام
- 2010 - 2011: محمد الأمين العابد
- فيفري 2011 - 2011: منصف هلالي
- 2011 - 2013: منتصر السكوحي
- 2013 - 2015: منير الكسيكسي
- 2015 - 2017 : لطفي براهم
- 2017 - 2019 : شكري الرحّالي
- 2019 - 2021 : محمّد علي بن خالد
- 2021 - 2022 : شكري الرياحي
- 2022 - 2023 : فاضل ڨزڨز
- 2023 - (الآن) :حسين الغربي

## القوات الخاصة
يحتوى سلك الحرس الوطني في تونس على وحدات خاصة عريقة الإنشاء وحديثة التجهيز والتكوين حيث تعرف بطلائع الحرس الوطني BS1 وBS2 (وحدة الكوماندوز) تتبوئهما نخبة النخبة BS3 والتي يلقب أعضائها بالأشباح الوحدة المختصة للحرس الوطني. 
 كذلك توجد فرقة التصدى للإرهاب إضافة إلى وحدات إستعلامات متفرعة أخرى.

## معدات

### أسلحة خفيفة
- بندقية إم-4 القصيرة  الولايات المتحدة
- إم بي 5 A4/A5/SD6/SF  ألمانيا
- إف إن فال  بلجيكا
- شتاير أوج A1/A2/A3  النمسا
- إم 249  الولايات المتحدة
- شتاير اس اس جي 69  النمسا
- باريت إم82  الولايات المتحدة

### عربات مدرعة
- 15 : Streit Typhoon APC [5]
- ? : Renault VAB MARK III
- ? : Alpine F550 Pit-Bull FX

### معدات بحرية
يمتلك الحرس البحري التونسي عدة خافرات وزوارق سريعة إضافة إلى اقتناءات جارية لتدعيم قدراته وحفاظا على إستقرار المياه الإقليمية التونسية ومجابهة الهجرة الغير شرعية إضافة إلى أنشطة التهريب والإرهاب.

### مروحيات
- 3+ : بيل 429 [6]

## قائمة الرتب
|  |  |  |  |  |  |  |  |

|  |  |  |  |  |  |

## مقالات ذات صلة
- الوحدة المختصة للحرس الوطني